# گلدن گیت
گلدن گیت تنگه‌ای در شمال آمریکا می‌باشد که خلیج سانفرانسیسکو را به اقیانوس آرام متصل می‌کند. از سال ۱۹۳۷ پل گلدن گیت از روی آن عبور می‌کند.
در سال ۱۸۴۶ و پیش از کشف طلا در کالیفرنیا، جان سی. فرمونت این تنگه را به پیروی از شاخ طلایی استانبول «دروازه طلایی» (گلدن گیت) نامید، زیرا مانند شاخ طلایی بیزانتیوم (استانبول)، انتظار می‌رفت که که این تنگه، یک دروازه طلایی برای تجارت با شرق باشد. ”